# Nhôm carbide
Carbide nhôm hay nhôm carbide, có công thức hóa học là Al4C3 là một hợp chất dạng rắn, tinh thể hoặc phiến màu vàng, trong suốt. Nó ổn định ở nhiệt độ dưới 1.400 °C, tỉ trọng 2,36 g/cm³. Các nguyên tử cacbon trong mạng tồn tại ở dạng C4−.

## Điều chế
Carbide nhôm được tạo ra bằng cách nung hỗn hợp nhôm và cacbon ở nhiệt độ 1.000 °C,
4Al + 3C → Al4C3
hoặc nung nóng oxide nhôm với than cốc trong lò điện.
2Al2O3 + 6C → Al4C3 + 3CO2

## Phân bố
Một lượng nhỏ carbide nhôm có mặt trong carbide calci kỹ thuật không tinh khiết. Trong công nghệ điện nhôm, carbide nhôm được tạo ra từ sự gặm mòn các điện cực than chì.
Trong các hợp kim nhôm với các carbide kim loại (carbide silic, carbide bo, v.v.) hoặc sợi cacbon, carbide nhôm thường sinh ra như là một phụ phẩm không cần thiết. Trong trường hợp của sợi cacbon, nó phản ứng với cấu trúc nhôm ở nhiệt độ khoảng 500 °C.
Trong các hợp chất nhôm với carbide silic như Duralcan, các phản ứng hóa học giữa carbide silic và nhôm nóng chảy tạo ra một lớp carbide nhôm trên bề mặt các hạt carbide silic, điều này làm giảm độ bền của vật liệu nếu nó làm tăng tính dính ướt của các hạt SiC. Điều này có thể bị giảm đi khi các hạt carbide silic được phủ bởi một oxide phù hợp hoặc nitrit.

## Các phản ứng
Cũng như các carbide khác, carbide nhôm tạo ra mêtan khi hòa tan trong nước hoặc acid loãng. Đây cũng là chất thử để đo lượng triti trong nước.
Al4C3 + 12H2O → 4Al(OH)3 + 3CH4

## Ứng dụng
Các hạt nhôm phân tán đều trong lưới tinh thể làm giảm xu hướng bị dão của vật liệu, đặc biệt là khi kết hợp với các hạt carbide silic.
Vật liệu composit nhôm-carbide nhôm có thể được tạo ra bằng tạo hợp kim cơ học, bằng cách nghiền bột nhôm với các hạt than chì.
Carbide nhôm có thể được dùng như là vật liệu mài mòn trong các công cụ cắt tốc độ cao. Nó có độ cứng xấp xỉ như topaz.
Carbide nhôm cũng được sử dụng trong pháo hoa, chẳng hạn để thu được hiệu ứng đom đóm.